# Pulo Ie (Darul Makmur)
Pulo Ie is een bestuurslaag in het regentschap Nagan Raya van de provincie Atjeh, Indonesië. Pulo Ie telt 674 inwoners (volkstelling 2010).